# Diti
Diti (Sanskrit, f., दिति, Diti) ist eine Göttin der indischen Mythologie. 
Im Rigveda erscheint sie gemeinsam mit der Göttin Aditi und tritt neben den Adityas Savitri und Bhaga als Gottheit auf, von der Wohlstand und Glück erwartet werden. Auch in anderen vedischen Schriften erscheint sie gemeinsam mit Aditi, im Atharvaveda werden als ihre Söhne erstmals die Daityas erwähnt. Wegen ihres gemeinsamen Erscheinens wird angenommen, dass Diti als Antithese zu Aditi gebildet wurde, was jedoch umstritten ist.
In der Überlieferung des Ramayana und der Puranas ist sie eine Tochter des Daksha und mit ihrer Schwester Danu eine der Gattinnen des Weisen Kashyapa. Von ihm ist sie die Mutter der zu den Asuras zählenden Daityas, während ihre Schwester die Danavas gebiert. Da ihre Söhne von den Göttern erschlagen werden, begibt sie sich in tausendjährige Askese, um einen Sohn gebären zu können, der Indra vernichten soll. Von Kashyapa erhält sie die Auskunft, dass sie nach hundertjähriger Schwangerschaft einen solchen haben wird. Mit Rudra zeugt sie diesen Sohn und verwirklicht durch Zauberei die hundertjährige Schwangerschaft. Aber Indra vereitelt ihren Plan, indem er mit seinem Vajra (Donnerkeil) den Embryo in ihrem Schoß in sieben Teile teilt, die dann zu den sieben Maruts werden.